# Katalin Laki
Katalin Laki   (Debrecen, 2 d'abril de 1948), de soltera Tóth Harsányi, és una ex-jugadora d'handbol hongaresa que va competir durant la dècada de 1970.
El 1971 i 1975 va guanyar la medalla de bronze al Campionat del món d'handbol. El 1976 va prendre part en els Jocs Olímpics de Mont-real, on guanyà la medalla de bronze en la competició d'handbol.